# Alicia Joe
Alicia Joe (* 1996, bürgerlich Alicia Joester) ist eine deutsche Webvideoproduzentin, Influencerin, Streamerin, Autorin und Podcasterin.

## Leben
Alicia Joe besuchte das katholische Sankt-Adelheid-Gymnasium in Bonn und schloss dieses mit ihrem Abitur ab. Nach dem Abitur studierte Joester zunächst Physik, wechselte schließlich aber zu Kommunikationswissenschaft. Schon während des Studiums begann sie als Hobby auf YouTube Videos in Form von Schminktutorials hochzuladen. Später folgten vermehrt Beiträge zu gesellschaftspolitischen Themen. Der zunehmende Erfolg von Joesters Videos sorgte dafür, dass sie beruflich von dieser Arbeit leben konnte.
Im Februar 2020 war Joester Kandidatin in der Quizsendung Wer wird Millionär?, bei der sie 500 Euro gewann.
2022 veröffentlichte Alicia Joe mit der Journalistin Sabine Winkler ihr erstes Buch Falsche Vorbilder: Wie Influencer uns und unsere Kinder manipulieren, welches es in die Spiegel-Bestsellerliste (Sachbücher) schaffte und in dem sie sich mit dem Einfluss von Influencern auf Kinder und Jugendliche beschäftigte. In diesem Zusammenhang kritisierte Joester die allgemeine Macht von Influencern, und insbesondere das Problem von Kinderinfluencern.
Vereinzelt war sie in Videos von Funk-Kanälen als Gast zu sehen.
Der Netzanwalt Christian Solmecke wirkte in einigen ihrer Videos mit Gastbeiträgen mit.
Seit Oktober 2023 betreibt sie den Podcast Betreutes Bingen (zuerst Das erste Mal in Westeros) zusammen mit dem Rapper Cashisclay.
Sie lebt in Stuttgart.

## Debatten und Positionen
Vor dem Hintergrund der gesellschaftspolitischen Debatte um Geschlechtergerechte Sprache veröffentlichte Joe am 5. Januar 2022 das halbstündige Video Warum Gendersprache scheitern wird. Darin stellte Alicia Joe die Sinnhaftigkeit des Genderns infrage und wies auf die Regeln der deutschen Grammatik und die gesellschaftlichen Konsequenzen des Genderns hin, da es nicht nur bestimmte Gruppen mit Sehbehinderung, Lese- und Rechtschreibstörung oder nichtdeutscher Muttersprache diskriminiere, sondern die Gesellschaft eher spalte als vereine, da die große Mehrheit der deutschen Bevölkerung das Gendern ablehne. Das Video erhielt 2,5 Millionen Aufrufe und rund 20.000 Kommentare (Stand: 2024) und wurde von mehreren Medien aufgegriffen. Im April 2022 verteidigte Alicia Joe ihre Haltung in der öffentlich-rechtlichen Funk-Talkshow Deep und deutlich, wobei sie die Äußerung des Moderators Michel Abdollahi zurückwies, dass man sich gesellschaftlich auf das Gendern „geeinigt habe“. Letztlich würden viele, die sich nicht drauf geeinigt hätten (Umfrageergebnisse) in der öffentlichen Debatte nicht gehört. 2024 war sie in einer Sendung der 3sat-Satireshow Bosetti Late Night zum Thema Gendern zu Gast.

## Veröffentlichungen
- mit Sabine Winkler: Falsche Vorbilder: Wie Influencer uns und unsere Kinder manipulieren, Yes Publishing, München 2022, ISBN 978-3-96905-196-2.